# Чижев-Суткі
Чижев-Суткі (пол. Czyżew-Sutki) — село в Польщі, у гміні Чижев Високомазовецького повіту Підляського воєводства.
Населення — 169 осіб (2011).
У 1975-1998 роках село належало до Ломжинського воєводства.

## Демографія
Демографічна структура станом на 31 березня 2011 року:
|          | Загалом | Допрацездатний вік | Працездатний вік | Постпрацездатний вік |
| -------- | ------- | ------------------ | ---------------- | -------------------- |
| Чоловіки | 85      | 19                 | 53               | 13                   |
| Жінки    | 84      | 23                 | 40               | 21                   |
| Разом    | 169     | 42                 | 93               | 34                   |